# حوناثان لاكاردا
حوناثان لاكاردا (بالإسبانية: Jonathan Lacerda) (7 فبراير 1987 بمونتفيدو في الأوروغواي - ) هو لاعب كرة قدم من الأوروغواي يلعب في مركز الدفاع. لعب مع أوليمبيا أسونسيون وسانتوس لاغونا ومونتيفيديو واندررز ونادي أطلس ونادي بويبلا ونادي نيكاكسا ودورادوس سينالوا.

## روابط خارجية
- حوناثان لاكاردا على موقع قاعدة بيانات كرة القدم.إي يو (الإنجليزية)
- حوناثان لاكاردا على موقع Soccerway.com (الإنجليزية)
- حوناثان لاكاردا على موقع AS.com (الإسبانية)